# Cezar de Nazianz
Cezar de Nazianz sau Cezarie de Nazianz (n. 330 d.Hr., Provincia Aksaray, Turcia – d. 368 d.Hr., Bitinia, Turcia) a fost un medic din Cappadocia, fratele lui Grigore de Nazianz.
Este sărbătorit în Biserica Romano-Catolică pe 25 februarie, în Biserica Ortodoxă pe 9 martie.